# Ямпольский, Михаил Бениаминович
Михаи́л Бениами́нович Ямпо́льский (род. 6 декабря 1949, Москва) — советский, российский и американский историк и теоретик искусства и культуры, философ, киновед и филолог. Кандидат педагогических наук, доктор искусствоведения, профессор. С 1991 года живёт и работает в США.

## Биография
Родился в 1949 году в семье врачей. В 1966 году поступил на романо-германский факультет Московского педагогического института, который окончил в 1971 году. Три года преподавал французский язык в школе, занимался репетиторством за пять рублей в час. С юности мечтал о карьере драматурга, но попал в научную среду. С 1974 года — сотрудник в отделе информации Научно-исследовательского института теории и истории кино (впоследствии Всесоюзного научно-исследовательского института киноискусства).
В 1974 году поступил в аспирантуру Академии педагогических наук СССР, которую окончил в 1977 году, защитив диссертацию на соискание учёной степени кандидата педагогических наук на тему «Образовательные и воспитательные функции курса философии в средней школе Франции».
С начала 1980-х годов принимал участие в научных мероприятиях Московско-тартуской семиотической школы в Тарту и Кяэрику. Позже стал постоянным участником Тыняновских чтений в Резекне. В 1990 году в рижском литературном журнале «Родник» была опубликована его пьеса «Гиньоль». Читал курс «Теоретический анализ фильма» во ВГИКе и на ВКСР.
В 1991—1993 годах — старший научный сотрудник Института философии РАН (работал в лаборатории постклассических исследований под руководством В. А. Подороги). Участниками лаборатории было задумано издательство гуманитарной литературы, для которого Ямпольский придумал название — «Ad Marginem», то есть «на полях» или «по краям». Идея была позаимствована из картины Пауля Клее, в которой пустой центр окружен расположенным по краям изображением.
В 1991 году в Научно-исследовательском институте киноискусства защитил диссертацию на соискание учёной степени доктора искусствоведения по теме «Проблема интертекстуальности в кинематографе». В том же году был приглашён в США по гранту от лос-анджелесского Гетти-центра. Заявку в Гетти он не подавал, но показался достойным тайному международному жюри, распределявшему «путёвки» в этот научный центр.
С 1992 года — профессор Нью-Йоркского университета по отделениям сравнительного литературоведения и русских и славянских исследований. Член редакционной коллегии журнала «Новое литературное обозрение», член Общественного консультативного совета «Эйзенштейн-центра» и журнала «Киноведческие записки», член редакционной коллегии петербургского кинокритического журнала «Сеанс».
Печатается с 1967 года. Автор ряда книг и статей по во вопросам истории и теории кино, семиотики, истории репрезентации, феноменологии визуального.

## Публикации
- Режим параличной власти Грани. Ру, 14.01.2013
- Что такое кинокритика OpenSpace.ru, 30.03.2012
- Новое время Грани. Ру, 13.03.2012
- Вопросы и ответственность Грани. Ру, 15.03.2012
- Пиндосы, педофилы и покемоны Грани.Ру, 20.02.2012
- Политика внеполитического Грани.Ру, 09.02.2012
- Картель и закон. (Актуальные философско-политические заметки для «Новой газеты» 01. 02. 2012)
- Пришло время отказаться от догматики партийной организации власти. (Актуальные философско-политические заметки для «Новой газеты» 11. 01. 2012)
- Фронт и тыл. (О фильме Алексея Германа «Двадцать дней без войны») // Киноведческие записки. № 96. 2010. С. 161—191.
- Ковчег, плывущий из прошлого (О фильме Александра Сокурова «Скорбное бесчувствие») // Сокуров. Части речи. СПб.: Сеанс, 2006, С. 57-70.
- История культуры как история духа и естественная история // НЛО. № 59. 2003
- Жест палача, оратора, актера // Ad Marginem’93: Ежегодник лаборатории постклассических исследований Института философии РАН. М., 1994. С. 21-67.
- Кино без кино // Искусство кино. 1988. № 6. С. 88-94.
- Неожиданное родство: Рождение одной кинотеории из духа физиогномики // Искусство кино.1986. № 12. С. 95-104.
- Кино «тотальное» и «монтажное». // Искусство кино. № 7. 1982.

## Премии и награды
- 1990 — Вторая премии Союза кинематографистов СССР за лучшую статью о кино, с формулировкой: «За успешный опыт применения современных искусствоведческих теорий в отечественном киноведении».
- 2004 — Премия Андрея Белого (в номинации «Гуманитарные исследования») за работу «Возвращение Левиафана» — «уникальный проект единой картографии сопредельного пространства политики, эстетики, теологии и его исторических метаморфоз».
- 2005 — Премия «Слон» Гильдии киноведов и кинокритиков России за книгу «Язык—Тело—Случай: Кинематограф и поиски смысла».
- 2014 — Премия Кандинского (в номинации «Научная работа. История и теория современного искусства») за статью «Живописный гнозис» (о творчестве художника Гриши Брускина)[5][6].
- 2015 — Премия «ПолитПросвет» фонда «Либеральная миссия» в номинации «Публицистика» за серию статей на портале Colta.ru[7].
- 2023 — Премия «Профессия — журналист» в номинации «Аналитика» за материал «Режим имперской паранойи: война в эпоху пустословия» на портале «Re: Russia»[8][9].